# Lago Hermoso
Lago Hermoso är en sjö i Argentina.   Den ligger i provinsen Neuquén, i den sydvästra delen av landet, 1 300 km sydväst om huvudstaden Buenos Aires. Lago Hermoso ligger 1 012 meter över havet. Arean är 7,9 kvadratkilometer. Den sträcker sig 3,1 kilometer i nord-sydlig riktning, och 8,2 kilometer i öst-västlig riktning.
Trakten runt Lago Hermoso består i huvudsak av gräsmarker. Runt Lago Hermoso är det mycket glesbefolkat, med 6 invånare per kvadratkilometer.